# Israël Silvestre

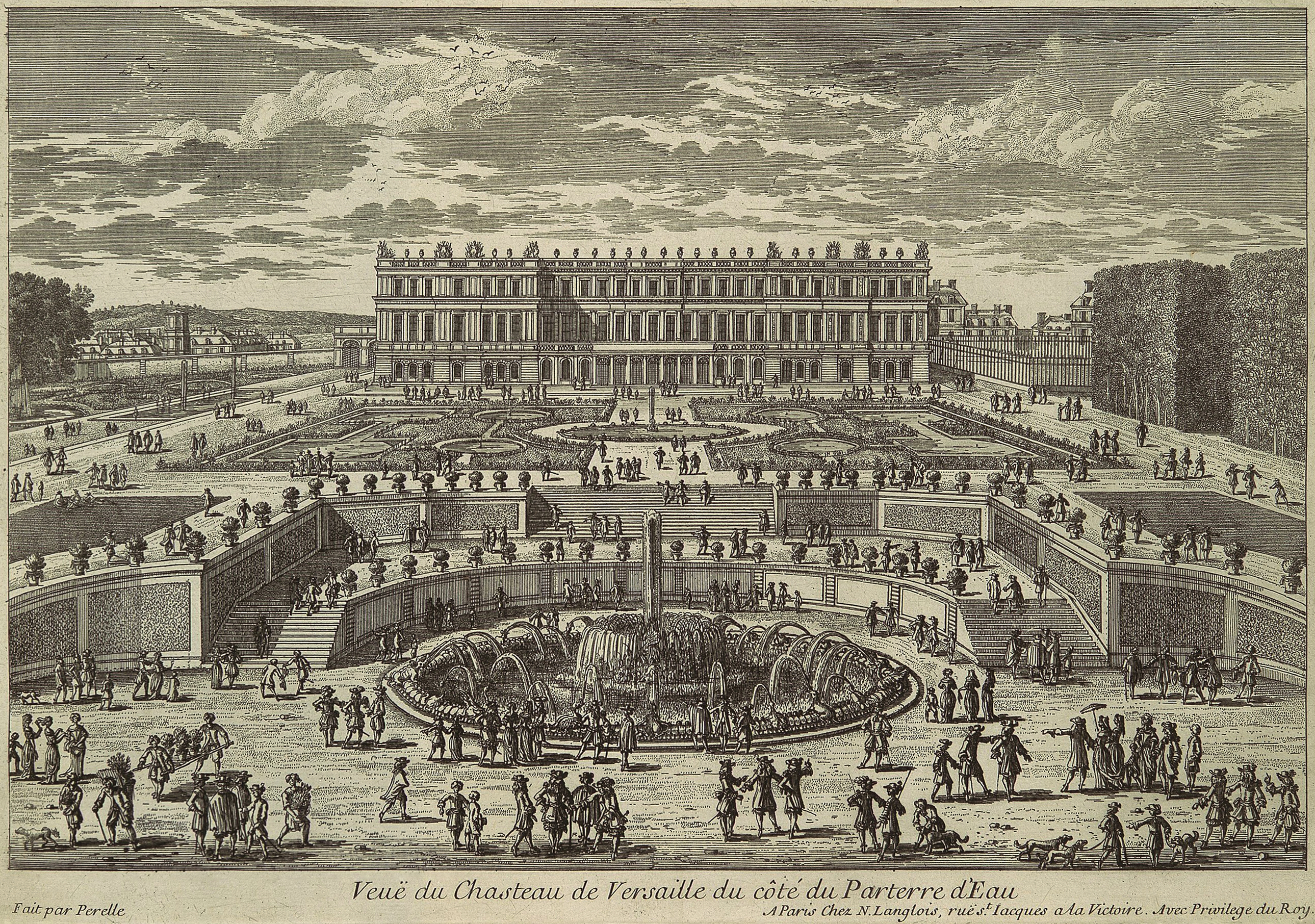
Vista de Versalles, fachada del jardín, Museo Metropolitano de Arte, Nueva York

Israël Silvestre (Nancy, 13 de agosto de 1621–París, 11 de octubre de 1691) fue un pintor, dibujante y grabador francés. 

## Biografía
Miembro de una familia de artistas activos entre los siglos xvii y xviii, se formó en el taller de su tío Israël Henriet. Recibió la influencia de Jacques Callot, del que Henriet era editor. Entre 1640 y 1655 realizó numerosos viajes por Francia e Italia. Destacó sobre todo en el grabado al aguafuerte, especialmente sobre arquitectura y escenas de festejos y ceremonias públicas, que son más valorados hoy día como documentos históricos que como obras de arte. Trabajó para Luis XIII y fue maestro de dibujo de Luis XIV.
Como grabador destacan sus Vistas de los castillos de Francia, Lugares más interesantes de París y sus alrededores, Vistas y perspectivas de la capilla y el edificio de la Sorbona y Vistas de Roma. Sus dibujos denotan su improta como grabador: Vista del Sena con el palacio del Louvre (Instituto Holandés, París), Vista de la iglesia de los carmelitas (Museo Carnavalet, París), Baile en la antecámara del rey, Vista y perspectiva del colegio de las Cuatro Naciones (Museo del Louvre).
En 1670 fue nombrado académico de la Real Academia de Pintura y Escultura.
Su hijo Louis de Silvestre fue también pintor.